# 乔克基劳城
乔克基劳城（克丘亚语：/chuqi/ ［黄金］和/k'iraw/［发源地］，指的是：黄金的发源地）是一个印加城市的遗迹。这个遗迹位于萨康泰雪山的山麓中，隶属秘鲁南部庫斯科大区安塔省，直属莫列帕塔区管辖。
乔克基劳城也叫做马丘比丘的“姐妹城”因为乔克基劳城的构造和建筑跟马丘比丘相似。
最近发掘了部分的遗迹，引起秘鲁政府恢复古迹的意向，并计划开发这个景点，让对印加文化感兴趣的旅游者有一个更方便的旅游选择。

## 地理和气候
乔克基劳城位于南纬13°32’，西经14°44’，海拔30330米。乔克基劳城的周边是生物多样性丰富的地区。尽管当地的气温变化剧烈（比如说：白天晴朗，晚上则是寒冷至极），但是生物还是能适应。
乔克基劳城的动物群主要由安地斯神鹰、马驼鹿、山绒鼠、狐狸、臭鼬、美洲狮、蜂鸟、熊和安第斯动冠伞鸟（秘鲁国鸟）组成。在乔克基劳城的代表植物包括树形蕨、羽毛草和各种兰花，尤其是三尖兰 （wakanki）品种。

## 到达路线
陆路正在是到达乔克基劳城城塞堡的唯一可能的方法。最着名的路径是走库斯科通往阿班凱省的公路，在154公里选择通往卡丘拉（Cachora）镇的岔路。
或者您可以从阿班凯省出发，沿着通往库斯科的公路行驶42公里，然后绕道走向卡丘拉镇。从这个地方，需要步行约27公里，需两天的行程。另一个重要的路线是：库斯科－乌鲁班巴－奥扬泰坦博－瓦尤吧嗒 （Huayopata）－圣玛丽亚－200公里的沥青路， 接圣玛丽亚－圣特雷莎－17公里的公路，再接上圣特雷莎－萨瓦亚克 （Sahuayaco）－豆豆拉（Totora）－亚纳马（Yanama）－70公里汽车可以通过的土路。
此外，还有一条步行路线：从 亚纳马-迈萨尔(Yanama-Maizal)需时6小时，迈萨尔－白河－品恰乌努约克(Maizal-Río Blanco-Pinchaunuyoc)遗址需时8小时，品恰乌努约克－乔克基劳城(Pinchaunuyoc-Choquequirao)需时6小时。往返可以在4或5天内完成。也可以绕道去相邻的城镇，但沿途道路可能更加颠簸。

## 乔克基劳城的缆车
乔克基劳城的缆车连接这个古迹跟久尼阿亚(Kiuñalla)，一个人口密集的中心，隶属阿普里马克大区阿班凯省瓦尼帕卡 (Huanipaca)区，将以1400米的高度穿过阿普里马克河。空中缆车路线全长 5.1 公里，全程大致15分钟，这将推动旅游业的发展。

## 乔克基劳城的气候
由于古迹位于高山地带，乔克基劳城有温暖的气候。 然而，必须提醒的是，由于阿普里马克峡谷的因素，通往乔克基劳城的道路上，气候是炎热的。

## 乔克基劳城的建筑
1810公顷的古迹仅恢复了30％。可以设想乔克基劳城不仅仅是个堡垒, 以前还是一个宗教场所。
由于它的位置，乔克基劳城可能是最重要的宗教中心，祭司和献祭的人居住的地方。因为找到了一些能证实这个理论的图画和墓地。乔克基劳城划分为九个地区。每个地区都是围绕着大广场的小村庄，该广场也是每个地区的路的交汇点。并在低处山丘找到了上广场（阿南/Hanan）、仓库（科尔卡/Qolqa）、主广场 （瓦开帕塔/Huaqaypata）、下广场（乌林/Hurin）、在主广场附近的梯田农业系统（查卡拉梯田/Chaqra Anden）、祭坛（神山/Ushno）和祭司的住房。这就是为什么假定乔克基劳城是一个大政治和经济中心的原因，同时也是沿岸区，山区与林区之间的商业和文化连接点。